# Eoscutum
Eoscutum is een geslacht van uitgestorven zee-egels uit de familie Scutellinidae. Vertegenwoordigers van dit geslacht zijn slechts als fossiel bekend.